# Ryōnen Gensō
Ryōnen Gensō, född 1646, död 1711, var en japansk konstnär. Hon målade, utförde kalligrafi och skrev poesi. Hon tillhör de mer berömda av Edoperiodens konstnärer.
Hon var medlem av en adlig familj: hennes mor var hovdam, och hon var själv hovdam från barndomen. Hon gifte sig 1663 eller 1664 med Matsuda Bansui, med vilken hon fick flera barn. Efter tio års äktenskap gick hon i kloster som buddhistnunna och lä sin makes konkubiner ta hand om barnen. När hon nekades att inträda i det kloster hon ville eftersom hennes skönhet uppgavs vara för distraherande, förstörde hon sitt utseende genom att åsamka brännsår i sitt ansikte, och vann sedan tillträde.